# Marlies Rostock
Marlies Rostock (* 20. April 1960 in Klingenthal/Sa.) ist eine ehemalige deutsche Skilangläuferin.
Die für den SC Dynamo Klingenthal startende Rostock gewann mit der DDR-Staffel zusammen mit Carola Anding, Veronika Schmidt und Barbara Petzold die Goldmedaille über die 4-mal-5-Kilometer-Strecke bei den Olympischen Spielen 1980 in Lake Placid. Außerdem gewann sie mit der DDR-Staffel bei den Nordischen Skiweltmeisterschaften 1978 in Lahti die Silbermedaille.
Marlies Rostock war kurze Zeit mit dem Nordischen Kombinierer Uwe Dotzauer verheiratet.
In zweiter Ehe ist die ehemalige Sportlerin mit Generalmusikdirektor Stefan Fraas, Intendant der Vogtland Philharmonie Greiz/Reichenbach, den Bund der Ehe eingegangen.
1980 erhielt sie den Vaterländischen Verdienstorden in Silber.